# Не може да бъде
„Не може да бъде“ (на английски: Не може да бъде) е американска черна комедия от 2001 г. на режисьора Джей Би Роджърс, по сценарий на Питър Голк и Джери Свалоу. Във филма участват Хедър Греъм и Крис Клейн, които играят двама любовници, смятащи, че са роднини.